# Championnat du Burundi féminin de football
Le championnat du Burundi féminin de football ou Ligue A est une compétition de football féminin. Elle est organisée par la Fédération du Burundi de football.

## Palmarès
| Saison    | Champion            |
| --------- | ------------------- |
| 2011      | La Colombe FC       |
| 2012      | Kerebuka            |
| 2013      | La Colombe FC       |
| 2014      | La Colombe FC       |
| 2015      | Fofila PF           |
| 2016-2017 | New Girls Wanainchi |
| 2017      | Fofila PF           |
| 2018      | Fofila PF           |
| 2019      | Fofila PF           |
| 2020      | Fofila PF           |
| 2020-2021 | PVP Buyenzi         |
| 2022-2023 | Buja Queens         |
| 2023-2024 | PVP Buyenzi         |
| 2024-2025 | Top Girls Academy   |